# Phare du cap Hatteras
Le phare du cap Hatteras est un aide à la navigation situé aux États-Unis sur le cap Hatteras, près du village de Buxton. Ce cap fait partie des Outer Banks, une série d’îles sur un banc de sable à l'extrémité est de la Caroline du Nord à l'intérieur du parc national Cape Hatteras National Seashore. Il s'agit du phare le plus haut des États-Unis selon le National Park Service et le 23e mondialement.
Les courants océaniques et les détroits entre les îles sont favorables à la navigation mais les hauts fonds près des Outer Baks causèrent de nombreux naufrages. De plus, la rencontre des eaux chaudes Gulf Stream et de l'air froid venant du continent est très propice à la formation de tempêtes puissantes, appelées tempêtes du Cap Hatteras, produisant des vagues importantes. La région est connue comme le « cimetière de l'Atlantique » à la suite de nombreux naufrages dont celui du cuirassé de la guerre de Sécession le USS Monitor.
Le premier phare à cet endroit a été inauguré en 1803, pour prévenir les marins de la présence du haut-fond Diamond Shoals et pour les guider lors des tempêtes. Le phare actuel du cap Hatteras a été inauguré en 1870. Il fait partie d'une série de phares construits à cet effet le long de la côte de Caroline du Nord dont ceux de Currituck, Bodie Island, Ocracoke, Cape Lookout et Oak Island. Il s’agit d’un lieu historique national des États-Unis.

## Description
Le phare est maintenant automatisé avec un éclat toutes les 7,5 secondes, visible jusqu'à plus de 30 km en mer, sa portée officielle est de 44 km avec des conditions optimales. Sa construction entre 1868 et 1870, sur ordre du Congrès des États-Unis, a nécessité un million de briques et a coûté à l'époque 167 500 $US. Il est peint avec deux bandes alternées, blanches et noires, formant une spirale qui lui donne l'aspect d'une enseigne de barbier. Le phare est toujours une aide à la navigation exploité conjointement par la garde-côte américaine et le National Park Service mais le recours au système GPS le rend moins nécessaire.
Le phare était assisté d'un autre à 19 km en mer sur le haut-fond Diamond. Celui-ci est haut de 53,3 m et a été construit en 1967 mais il a été mis hors-service par la garde-côte à cause de ses coûts d'entretien et l'arrivée du GPS. Auparavant, un navire était stationné en permanence au même endroit depuis 1824, dont un qui a été coulé durant la Seconde Guerre mondiale par les Allemands.
Le phare est entouré de deux maisons, occupées antérieurement par le gardien et son assistant, d'une citerne et d'un entrepôt pour l'huile de baleine. Le tout est accessible aux visiteurs.

## Histoire
En 1794, le Congrès des États-Unis autorisa la construction d'un phare au cap Hatteras à la suite des dangers de la navigation à cet endroit. Cependant, les fonds ne furent disponibles que plus tard et la construction ne commença qu'en 1799. L'inauguration a eu lieu en octobre 1803, juste à temps pour les tempêtes hivernales. Ce phare de grès avait 27,4 m de hauteur et utilisait un réflecteur à l'huile de baleine.
La construction en grès non peint le rendait difficile à distinguer du large et sa hauteur limitait la portée en mer de telle sorte qu'il ne pouvait prévenir de la présence du haut-fond Diamond. De plus, sa construction laissait à désirer et le rendait difficile d'entretien. À la suite de nombreuses plaintes des utilisateurs, des études sur des améliorations fut entreprises. En 1853, le phare fut rehaussé de 18,3 m, la partie du haut fut peinte en rouge et celle du bas en blanc et une lentille de Fresnel de premier ordre remplaça le réflecteur original.

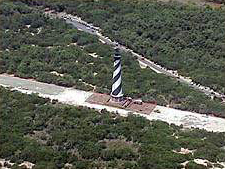
Vue aérienne du phare en déplacement le 1 juillet 1999

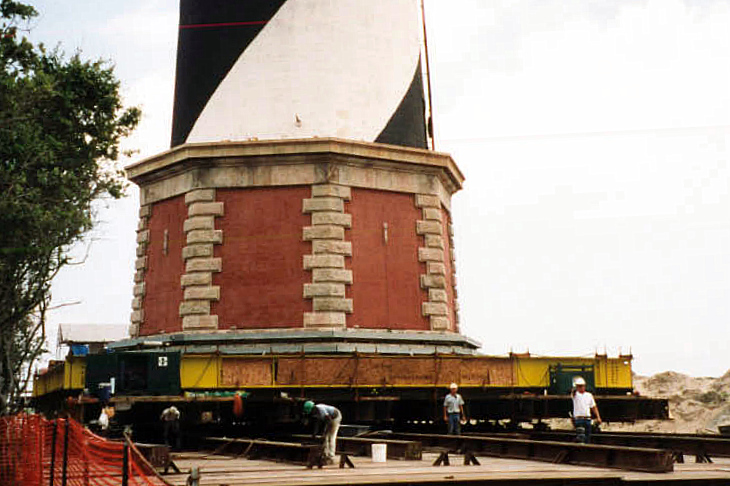
Vue des ouvriers au travail

Au débute des années 1860, le phare nécessitant des réparations importantes, le Congrès vota des fonds pour un nouveau phare dont la construction débuta en 1868. Sa construction présenta un défi important car elle repose sur un banc de sable et la nappe phréatique est très proche de la surface. Dès que les constructeurs atteignirent un mètre et demi, le trou se remplit d'eau et le gérant du projet dut utiliser une technique peu commune : une fondation « flottante ». Celle-ci consista à mettre une série de rondins en pin sous le niveau de l'eau et de combler le trou par des roches de granite, le tout fournissant une base stable pour la tour massive. La construction se termina fin novembre 1870 et le phare fut allumé la première fois le 1er décembre. Sa peinture distinctive d'enseigne de barbier fut appliquée en 1873, ce qui permit aux marins de l'identifier plus facilement le jour (chaque phare ayant une couleur et une fréquence de rotation différente).
La lampe originale du second phare brûlait du kérosène et pouvait être vue à environ 25 km de la côte. Elle tournait grâce à un mouvement d'horlogerie remonté par le gardien de phare toutes les douze heures. La lampe fut électrifiée en 1934 mais, en 1935, les autorités fermèrent le phare à cause de l'érosion qui menaçait la tour. Une tour métallique la remplaça jusqu'au 22 janvier 1950, moment où le phare fut remis en marche puisque les courants avaient refait la dune à cet endroit. La lentille de Fresnel fut alors remplacée par une balise moderne, à la suite du bris par des vandales durant l'interruption de service. La balise est maintenant totalement automatisée et mise en marche par un interrupteur à cellule photoélectrique. En 1972, la puissance de la balise fut augmentée de 250 000 à 800 000 candelas.
Malgré les efforts pour stabiliser la plage, l'océan reprit son travail de sape. En mars 1980, les ruines du premier phare furent emportées lors d'une tempête. Il devint évident que le phare actuel subirait le même sort à plus ou moins long terme. Des études sur la meilleure méthode de le déplacer conclurent qu'il fallait le transporter entier sur des rails malgré le scepticisme de plusieurs. En 1999, le phare fut déplacé diagonalement de 884 m en 23 jours, il est maintenant à 457,2 m du bord de l'océan, sa position relative originale. Le service des parcs nationaux permet la visite du phare, y compris le sommet, depuis la réfection de ce dernier après 2001,. Les nouvelles fondations en béton armé et les bâtiments auxiliaires du phare, dont les deux maisons des gardiens, furent éaglement déplacés pour respecter l'ensemble historique.
En 2006, le piédestal de la lentille et le mécanisme original de rotation furent enlevés, la balise ne les nécessitant pas, et transportés au Graveyard of the Atlantic Museum au village d’Hatteras. Ils y rejoignirent la lentille de Fresnel.